# Philip Barker Webb

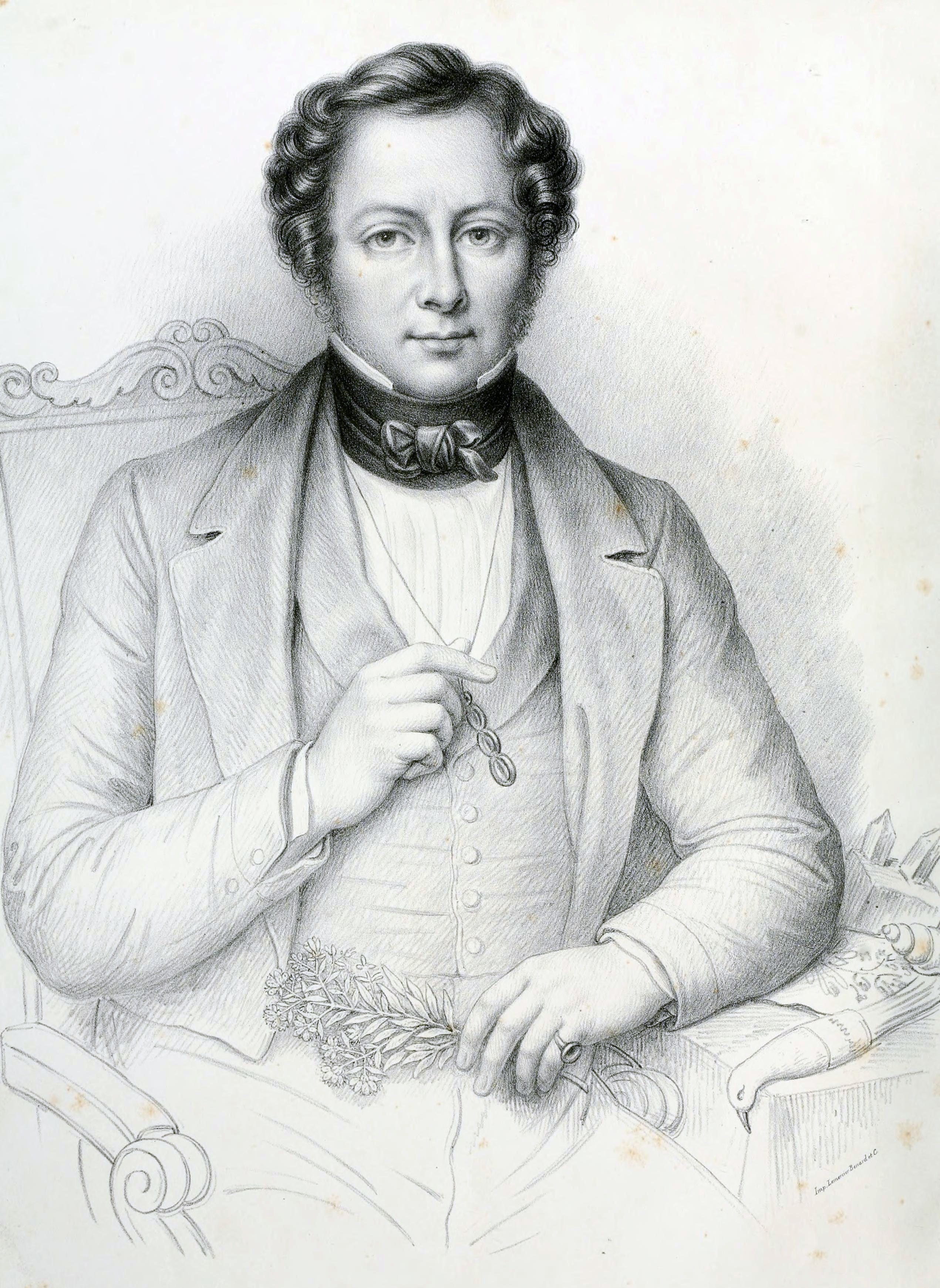
Philip Barker Webb

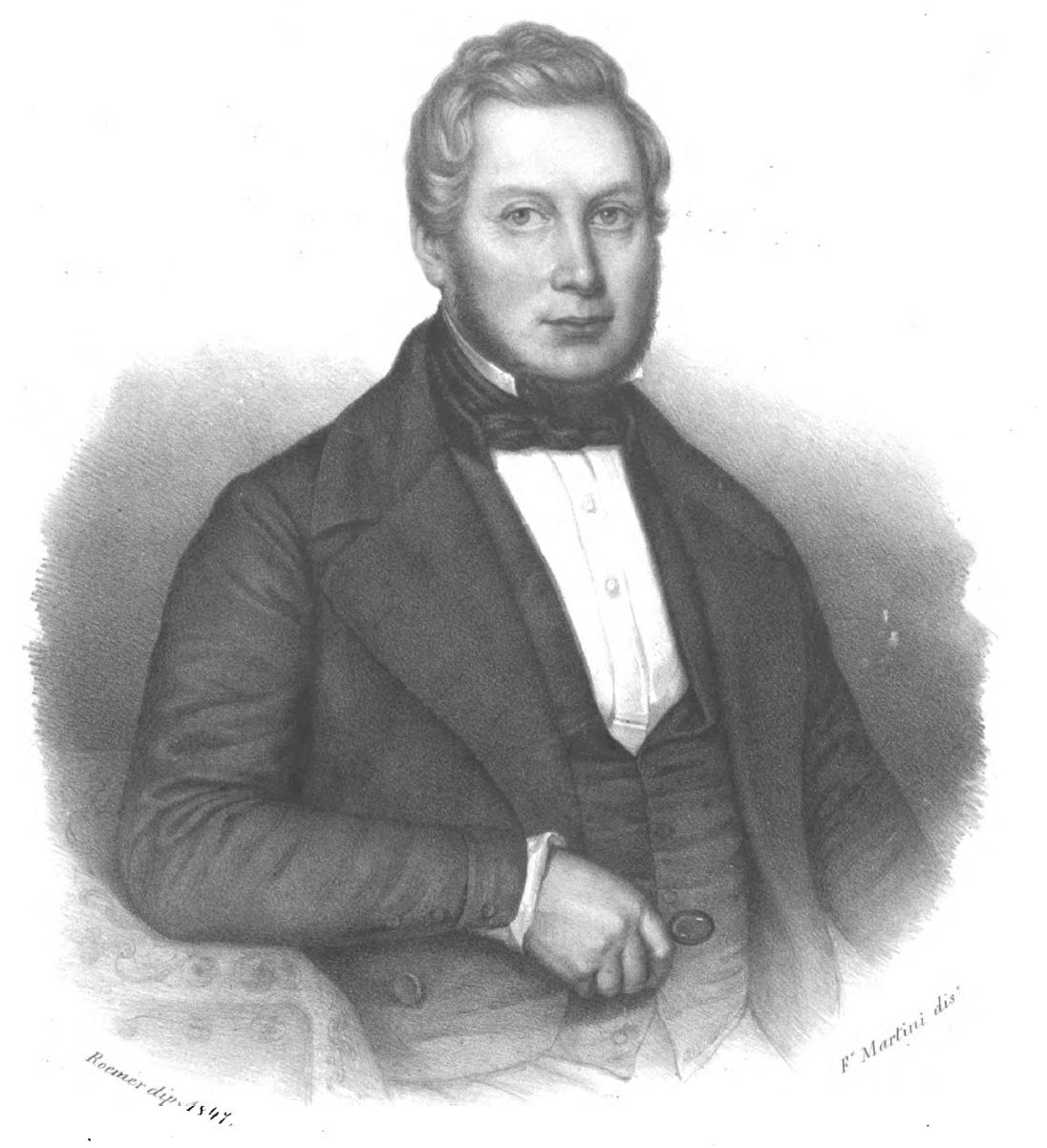
Philip Barker Webb, 1847

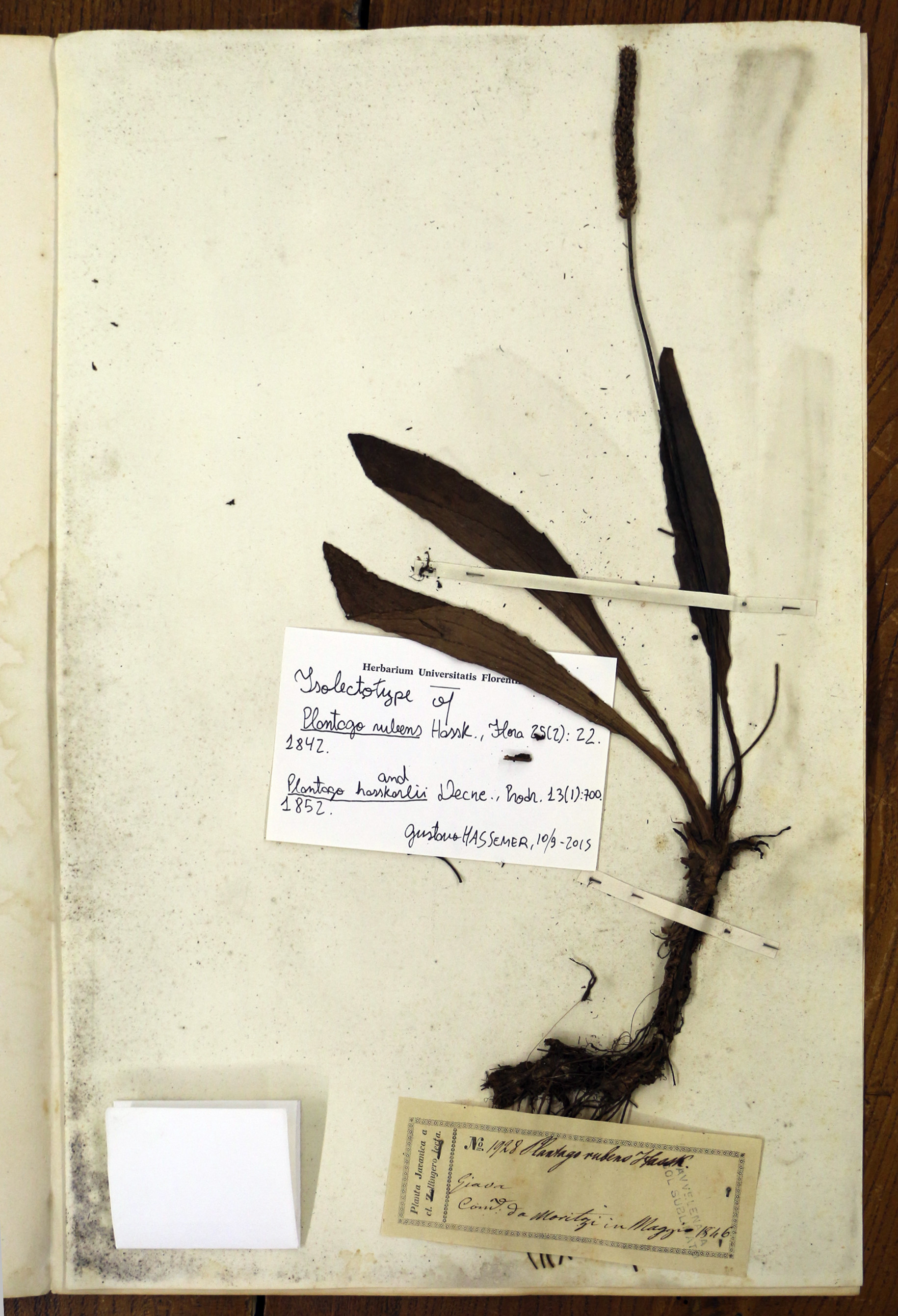
Herbarstück gesammelt von Philip Barker Webb, 1842

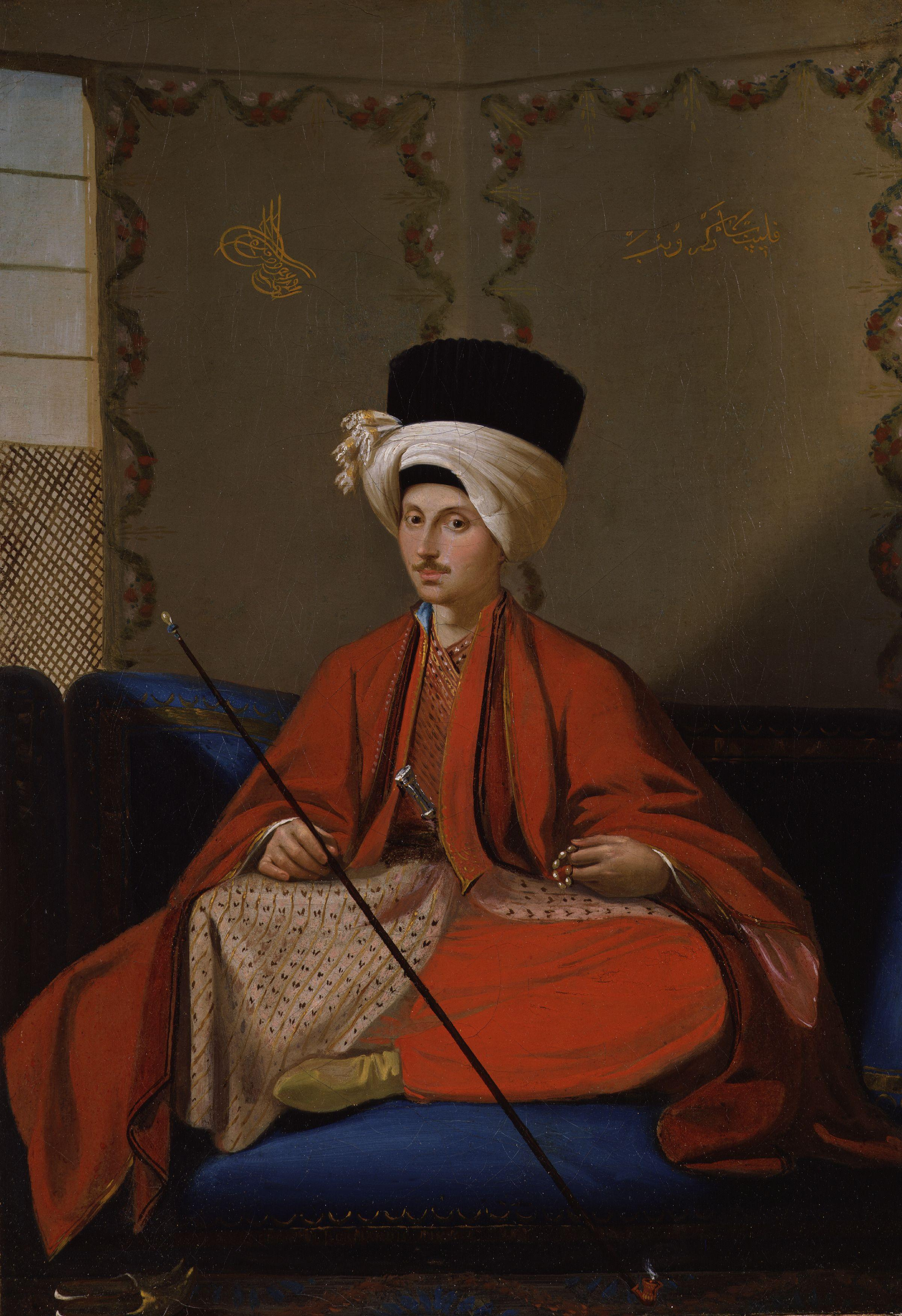
Philip Barker Webb, Gemälde von Lalogero di Bernadis (1820)

Philip Barker Webb (* 10. Juli 1793 in Milford House bei Godalming, Surrey; † 31. August 1854 in Paris) war ein englischer Botaniker, Geologe und Naturforscher. Sein offizielles botanisches Autorenkürzel lautet „Webb“.

## Leben und Werk
Philip Barker Webb entstammte, als ältester von drei Söhnen, einer wohlhabenden Adelsfamilie. Sein Vater war Philip Smith Webb, seine Mutter Hannah die Tochter von Sir Robert Barker, der wiederum ein Urenkel des Antiquars und Juristen Philip Carteret Webb (1702–1770) war. Webb besuchte die private Jungenschule (independent school) Harrow School im nordwestlichen Londoner Stadtteil Harrow. Danach ging er an das Christ Church College der Universität Oxford, wo er Sprachen (u. a. Griechisch, Italienisch und Spanisch), Botanik und Geologie studierte und 1815 den Bachelor of Arts erhielt.

### Erste Reisen (1818–1827)
Seine ersten Reisen führten Webb nach Venedig (1815), Österreich und Schweden. Danach verbrachte er zwei Jahre in Italien (1817–1818), namentlich in Neapel, bevor er eine längere Reise antrat, die ihn nach Griechenland, Kleinasien (insbesondere die Westküste der Türkei), Malta und Sizilien führte (1819–1820). Auf dieser Reise in den östlichen Mittelmeerraum wurde Webb von Alberto Parolini (1788–1867) begleitet, den er bereits 1815 in Venedig kennengelernt hatte; weitere Mitreisende waren zwei junge Engländer – Oxford-Absolventen wie Webb – namens Edmonstone und Curteis. Webb und seine Reisegesellschaft begannen ihre Reise in Otranto und besuchten in den folgenden Monaten Korfu, Ithaka, Zakynthos, Patras, Korinth, Athen, Paros, Delos, Chios, Konstantinopel (September 1819), Büyükdere, Hisarlık und die Marmara-Region. Der Rückweg führte sie über İzmir, Malta und Sizilien (März 1820) nach Neapel. Abgesehen von einer 1821 zuerst auf Italienisch erschienenen Schrift über die Topographie der Troas wurden keine Resultate der Reise publiziert, aber immerhin hat sich Webb damit einen Platz in der Troja-Forschung des neunzehnten Jahrhunderts gesichert. Große Teile der von Webb und Parolini in Kleinasien gesammelten botanischen Belege wurden erst mehr als zwei Jahrzehnte später von Roberto de Visiani (1800–1878) in seinem Werk Illustrazione di alcune piante della Grecia e dell'Asia Minore (Venedig 1842) veröffentlicht und besprochen, jedoch zum Unwillen Webbs, der Visianis Werk aus verschiedenen Gründen kritisierte.
Im Jahr 1825 botanisierte Webb in Südwestfrankreich (Juli 1825: Saint-Sever) und Spanien (1826), schließlich auch in den Bergen um Tétouan in Marokko, Gibraltar und in Portugal (1827). Den Ertrag seiner Reisen in Spanien veröffentlichte er später in Iter Hispaniense (1838) und Otia Hispanica (1839).

### Auf den Kanarischen Inseln (1828–1830)
Eine weitere Expedition (1828), die ihn eigentlich nach Brasilien führen sollte, brachte Webb – via Madeira (Mai–September 1828) – auf die Kanarischen Inseln. In Teneriffa machte er im September 1828 die Bekanntschaft des Franzosen Sabin Berthelot, der bereits seit acht Jahren ein Herbarium der kanarischen Flora erstellte; Berthelot überredete Webb, nicht weiter nach Brasilien zu reisen, sondern mit ihm auf Teneriffa und weiteren Inseln (Lanzarote, Fuerteventura, Gran Canaria) zu botanisieren. Webb und Berthelot kehrten im Frühjahr 1830 via Algier und Nizza nach Genf zurück; im Juni 1833 bezog Webb ein Haus in Paris. Ihre botanischen und zoologischen Forschungen wurden von Berthelot und Webb in den folgenden zwei Jahrzehnten in den 9 Bänden der Histoire Naturelle des Îles Canaries publiziert. Die Histoire naturelle ist Webbs Hauptwerk, obwohl zahlreiche andere Naturforscher einzelne Artikel oder Kapitel beisteuerten. Zur Bezeichnung der geographischen Eigenart der Flora der Kanarischen und umliegenden Inseln sowie der Küstenregionen Marokkos prägte Webb den Begriff Makaronesien.
Die auf Teneriffa gesammelten Herbalbelege bewahrte Webb in seinem Haus in Paris auf, das zugleich als kleines Privatmuseum fungierte und von zahlreichen Botanikern besucht wurde. Der angehende französische Botaniker Eugène Bourgeau (1813–1877) beispielsweise studierte 1843 in Webbs „Privatherbarium“, bevor er von diesem als Assistent angestellt wurde und sich 1845–1846 auf die Kanarischen Inseln begab, um weitere Belege für die Histoire Naturelle des Îles Canaries zu beschaffen. Das Herbarium von Webb wurde bis 1854 auch von dem französischen Botaniker Jean-Louis Kralik (1813–1892) betreut.

### Florenz und das „Erbario Webb“
In späteren Jahren bereiste Webb erneut Spanien (Oktober–Dezember 1850), dann auch Irland (Sommer 1851); weitere Reisen nach Tunesien und Ägypten, die Webb schon Mitte der 1840er Jahre und noch 1852 geplant hatte, waren aufgrund seines Gesundheitszustands und der in Nordafrika immer wieder auftretenden Cholera nicht zustande gekommen. Dennoch veröffentlichte Webb ein Verzeichnis von Pflanzen, die der italienische Naturforscher und Pharmazeut Antonio Figari (1804–1870) in Ägypten gesammelt und dem Museum für Naturgeschichte (Imperiale e Regio Museo di Fisica e Storia Naturale) in Florenz geschickt hatte. Webb hatte sich 1848–1849 und 1852–1853 in Florenz aufgehalten, um die dortigen Sammlungen zu studieren; seit 1842 war dort, auf Betreiben von Filippo Parlatore (1816–1877), ein nationales Herbarium (Herbarium Central Italicum) in Entstehung begriffen. Kurz vor seinem Tod verfügte Webb, dass sein persönliches Herbarium – das später als Erbario Webb bekannt werden sollte – dem Museum für Naturgeschichte in Florenz übergeben werden solle, was auch geschah. Webbs Sammlung (ca. 250.000 Belege, verpackt in 1100 Kisten!) wurde im September 1855 von Paris nach Florenz gebracht. Den Erlös aus dem Verkauf seines Pariser Hauses bestimmte er für die Unterbringung seines Herbariums in Florenz.
Der Tod seiner Mutter, Hannah Barker, beendete Webbs Italienaufenthalt, und er kehrte Mitte 1853 von Florenz nach England zurück. Er erlitt einen heftigen Gichtanfall, als er sich im Mai 1854 von England aus auf dem Weg zu einem seiner Brüder, Admiral Webb, nach Genf befand. Philip Barker Webb starb wenige Monate später in Paris und wurde zum Begräbnis in seine Heimat nach Surrey überführt. Die Illustrated London News verbreitete in ihrer Ausgabe vom 16. September 1854 fälschlich, Webb sei in Paris an der Cholera verstorben.

## Ehrungen
Am 25. März 1824 wurde Webb als Mitglied (Fellow) in die Royal Society gewählt, ließ sich jedoch noch im gleichen Jahr wieder von der Liste der Mitglieder streichen. Er war auch Mitglied der Society of Antiquaries of London, der Linnean Society of London und der Geological Society of London. Im Jahr 1839 wurde er zum Mitglied der Leopoldina gewählt.
Nach ihm sind die Pflanzengattungen Webbia DC. aus der Familie der Korbblütler (Asteraceae) und Barkerwebbia Becc. aus der Familie der Palmen (Arecaceae) benannt. Auch die Zeitschrift Webbia (1905 ff.), herausgegeben in Florenz, ist nach ihm benannt.
Der Botanische Garten von Gran Canaria (Jardín Botánico Canario "Viera y Clavijo") im Tal von Guiniguada bei Tafira Alta hat einen „Brunnen der Weisen“ (La Fuente de Los Sabios), der u. a. das Andenken an Philip Barker Webb und Sabin Berthelot ehrt.

## Schriften
Ein komplettes Schriftenverzeichnis Webbs, insgesamt 22 Einträge, findet sich in Parlatore 1856, S. 37–38
- 1821: Osservazioni intorno allo stato antico e presente dell' agro trojano. Mailand: Impr. Reale 1821 Digitalisat (Google) = Philipp Barker-Webb's Untersuchungen über den ehemaligen und jetzigen Zustand der Ebne [!] von Troja. Aus dem Italienischen übersetzt von D. Heinrich Hase, Weimar: Geographisches Institut 1822 Digitalisat (Google) = (überarbeitete und ergänzte Version:[21]) Topographie de la Troade ancienne et moderne. Paris: Gide 1844 Digitalisat (Google)
- 1825: „The Plain of Troy“. In: The Cabinet of Foreign Voyages and Travels (London), 1. Jahresband 1825, S. 196–227
- 1833: (zusammen mit Sabin Berthelot:) Synopsis molluscorum terrestrium et fluviatilium quae in itineribus per insulas Canarienses observarunt. Paris: Madame Veuve Thuau Digitalisat (Google)
- 1836: (zusammen mit Sabin Berthelot und Alfred Moquin-Tandon:) Ornithologie canarienne. Paris
- 1836–1850: (zusammen mit Sabin Berthelot und Alfred Moquin-Tandon:) L’Histoire Naturelle des Îles Canaries. 9 Bände, Paris: Béthune [die Bände erschienen nicht kontinuierlicher Abfolge] Übersicht der Digitalisate (BHL)
- 1838: Iter Hispaniense: Or A Synopsis of Plants Collected in the Southern Provinces of Spain and in Portugal, with Geographical Remarks, and Observations on Rare and Undescribed Species. Paris: Béthune & Plon Digitalisat (Google) (Real Jardín Botánico Madrid)
- 1839: Otia Hispanica seu delectus plantarum rariorum aut nondum rite notarum per Hispanias sponte nascentium. Paris: Brockhaus & Avenarius – London: H. Coxhead. Neuausgabe Paris: Victor Masson 1853 (Real Jardìn Botanico Madrid)
- 1849: Mitarbeit an: Niger flora; or, An Enumeration of the Plants of Western Tropical Africa, Collected by the Late Dr. Theodore Vogel, Botanist to the Voyage of the Expedition Sent by Her Britannic Majesty to the River Niger in 1841. London: Hippolyte Baillière 1849
- 1840: (zusammen mit T. de Heldreich): Catalogus plantarum Hispanicarum in provincia Giennensi (provincia de Jaen) anno 1849 ab Antonio Blanco lectarum Digitalisat (Real Jardín Botánico Madrid) [handschriftlich]
- 1854: Fragmenta florulae Aethiopico-Aegyptiacae ex plantis praecipue ab Antonio Figari M.D. Musaeo I.R. Florentino missis, Paris: Victor Masson Digitalisat (MDZ München)